# Viktor Rojic
Viktor Rojic, slovenski študent, * 26. september 1908, Zalošče, † 26. maj 1942, Ljubljana.
Viktorjev starejši brat Ivan je po prvi svetovni vojni študiral pri jezuitih v Zagrebu in je pripomogel, da se je tudi Viktor odločil za jezuitsko šolo. Odšel je v Zagreb, nato pa naprej v Bosno v Travnik, kjer so tedaj jezuiti imeli klasično gimnazijo. Viktor je maturiral junija 1929. Nato je kot jezuitski novinec tri leta v Nemčiji študiral filozofijo. Po vrnitvi v Travnik je delal kot vzgojitelj in veroučitelj v dijaškem zavodu. Zaradi slabega zdravja je zapustil jezuitski red in se vpisal na pravno fakulteto v Ljubljani. Bil je zelo reven. Preživljal se je z inštrukcijami. 
Vosovca Franc Stadler - Pepe in Kamilo Kratochwill sta ga 26. maja 1942 v Ljubljani umorila skupaj z duhovnikom Lambertom Ehrlichom, ki ga je Rojic v tistem trenutku po naključju spremljal. Likvidatorji so še isti dan razširili napačno informacijo, da je bil skupaj z Ehrlichom umorjen Ciril Žebot, ki je ponavadi spremljal Ehrlicha. Istega dne so vosovski likvidatorji v Ljubljani izvedli atentat tudi na uradnika Iva Peršuha, ki je umrl dva dni zatem.